# 佩特雷斯
佩特雷斯，是西班牙巴伦西亚自治区巴伦西亚省的一个市镇。总面积2平方公里，2001年总人口822人，人口密度411人/平方公里。